# Битва при Принице
Битва при Принице (греч. Μάχη της Πρινίτσας; фр. Bataille de Prinitza) — битва, произошедшая в конце 1263 года у Приницы (возле Олимпии) между войском Византийской империи под командованием Константина Палеолога и войском Ахейского княжества под руководством Жана де Катава.

## Предыстория
В 1259 году правитель Ахейского княжества Гильом II Виллардуэн попал в плен к византийцам в битве при Пелагонии. Император Византии Михаил VIII Палеолог освободил Гильома из плена взамен уступки Гильомом Византии части юго-восточной Мореи с замками Мистра и Майна и городом Монемвасия. Кроме того, правитель Ахейского княжества присягнул на верность василевсу. Однако, вернувшись в Ахейское княжество, Гильом, освобождённый от своих обещаний византийскому императору папой римским Урбаном IV, нарушил клятву верности Михаилу VIII и стал готовиться к обороне своих владений.
В ответ на эти действия, осенью 1262 года Михаил VIII отправил в Морею войско под руководством паракимомена Иоанна Макриноса. Заручившись поддержкой местного населения в юго-восточной Морее, Макринос сообщил византийскому императору, что захват всего Пелопоннеса возможен при наличии дополнительных войск. После этого весной 1263 года Михаил VIII отправил в Морею ещё одно войско под командованием своего младшего брата, севастократора Константина.
Прибыв на Пелопоннес, Константин начал осаду удерживаемого войсками Ахейского княжества Лакедемона. Гильом II отправился в Коринф, чтобы собрать свои силы. Тогда Константин, воспользовавшись отсутствием Гильома, решил начать наступление на столицу Ахейского княжества Андравиду. Сняв осаду с Лакедемона, армия Константина пересекла бо́льшую часть Ахейского княжества, двигаясь по долине реки Алфей, и встала лагерем у села Приница.
Услышав о приближении византийского войска, заместитель Гильома II в Ахайе Жан де Катава собрал все имевшиеся в его распоряжении силы и двинулся навстречу Константину.

## Битва

### Силы сторон
Войско Византии намного превосходило противника по численности. Согласно греческой версии Морейской Хроники, византийское войско насчитывало около 6 тысяч кавалеристов, разделённых на 18 полков. Данные об общей численности византийской армии, участвовавшей в битве при Принице, варьируются в разных частях Хроники, и составляют примерно от 9 до 14 тысяч пехотинцев. Кавалерия состояла из туркменских наёмников и анатолийских греков, которые, по предположению Вилскмана, были легко вооружены. Кроме того, в кавалерии служили также местные греческие архонты. Византийская пехота была неорганизована и состояла из жителей юго-восточной Мореи.
В Хрониках слуги и оруженосцы не были включены в число франкских рыцарей, поэтому войско Ахейского княжества могло достигать 1 000 человек, из которых 300 (или 312) приходилось на рыцарей, а остальные — на оруженосцев и слуг. Войско франков (то есть войско княжества) состояло из солдат гарнизона Андравиды и соседних областей.

### Битва
Жан де Катава и его войско вышли к деревне Агриди и увидели византийцев. Рано утром франки спустились в долину Алфея. Перед битвой Жан де Катава произнёс речь, точный текст который неизвестен. По словам автора Морейской хроники Жан де Катава упомянул, что, хотя византийское войско имело численное превосходство, оно состояло из солдат, которые были родом из разных мест и не имели опыта сражений с франками. В уста Жана хронист вложил слова: «Все их лошади — клячи, и один из наших боевых коней сбивает пятнадцать их за раз».
По предположению Ю. Вилскмана франки построились в три линии. Сам Жан де Катава, будучи старым и страдая от болезни (ревматизма или подагры), не мог держать в руках оружие, но он привязал к своей руке знамя Гильома II и пообещал ехать впереди войска, а также приказал своим солдатам убить себя, если он проявит во время битвы колебания или какой-либо страх.
Константин Палеолог, увидев приближающихся франков, послал навстречу противнику отряд в тысячу кавалеристов с копьями. После первого же столкновения треть франков были выбиты из сёдел, но, по словам Хроники, ни один из них не был ранен, и они быстро сели на лошадей. Сначала казалось, что франки будут уничтожены превосходящими их численно византийцами. Но к полудню франки не только разбили византийцев, но и стремительно пошли вперёд. Сам Жан де Катава направился к палатке Константина Палеолога, стоявшей на небольшом холме.
Среди основных сил византийцев, которые были не готовы к бою, вспыхнула паника. Севастократор осознал опасность, только когда солдаты Ахейского княжества почти достигли его палатки. В свите Константина вспыхнула паника, только один человек подвёл ему свою лошадь, после чего Константин бежал с поля боя. Франки ворвались в лагерь противника, и началась резня. Все византийцы были бы убиты, если бы остатки войска не укрылись в горно-лесистой местности близ Приницы. Сам Константин спасся только потому, что воспользовался помощью местных жителей, которые провели его «дикими местами». Франки не стали преследовать противника, из-за труднопроходимой местности, но разграбили лагерь византийцев и захватили около тысячи лошадей. Также, возможно, что франки захватили осадную технику противника.
Те, кто участвовал в битве, объясняли неожиданную победу франков божественным вмешательством. Некоторые говорили, что Дева Мария, возмущённая недавним сожжением византийцами цистерцианского монастыря Исова, внесла свой вклад в победу франков. Самые суеверные говорили, что видели всадника на белом коне впереди франкских войск и что этим всадником был Святой Георгий.

## Последствия
После поражения византийского войска Константин Палеолог и остатки его войск отступили в Мистру, где севастократор перегруппировал свои силы. Константин хотел сразу же вновь выступить в поход против Ахейского княжества, но из-за наступившей зимы, рассредоточения войск и потери большого количества лошадей отказался от плана зимнего наступления. Гильом II также с наступлением зимы распустил свои войска.
Новое наступление византийцев началось только следующей весной, в итоге которого они были разбиты в битве при Макри-Плаги.